# Чемпионат СССР по современному пятиборью среди женщин 1988
IV Чемпионат СССР по современному пятиборью среди женщин проводился в столице Украинской ССР городе Киеве с 20 по 25 мая 1988 года.
Соревнования отличались из всех предыдущих, тем спортсменки были разделены по возрастным категориям: женщины и девушки. Проводился Чемпионат СССР среди женщин и впервые было проведено Первенство СССР среди девушек (1970 года рождения и моложе). На эти два старта приехали все сильнейшие пятиборки Советского Союза. Награды разыгрывались только в личном первенстве.

## IV Личный Чемпионат СССР среди женщин
Всего выступали 19 спортсменок. Чемпионка мира Ирина Киселева не смогла выступать из-за травмы и была вынуждена сняться с соревнований. По регламенту соревнований 21 мая проходило фехтование, 22 мая — верховая езда, 23 мая — плавание, 24 мая — стрельба, 25 мая заключительный вид пятиборья — кросс по пересеченной местности.

## Фехтование
21 мая 1988 г.
Спортсменки фехтовали на один укол в два круга. Всего каждая пятиборка должна была провести 36 боев. Фехтование выиграла с отличным результатом 1093 очка (28 побед) Алла Стригинова (ВС Москва), второе место заняла Татьяна Литвинова (Профсоюзы, Москва) — 1000 очков (25 побед), третье место у Светланы Добротворской — 938 очков (23 победы).
Фехтование. Итоговые результаты.
| Место | Спортсмен        | Победы | Очки |
| ----- | ---------------- | ------ | ---- |
| 1.    | А. Стригинова    | 28     | 1093 |
| 2.    | Т. Литвинова     | 25     | 1000 |
| 3.    | С. Добротворская | 23     | 938  |
| 4.    | Ж. Горленко      | 21     | 876  |
| 5.    | С. Султанова     | 21     | 876  |
| 6.    | Меркушина        | 18     | 783  |
| 7.    | А. Котельникова  | 17     | 752  |
| 8.    | Л. Королева      | 16     | 721  |
| 9.    | Л. Алешина       | 16     | 721  |
| 10.   | Ворфоломеева     | 16     | 721  |
| 11.   | Кваскова         | 16     | 721  |
| 12.   | И. Шухавцова     | 16     | 721  |
| 13.   | Е. Болдина       | 16     | 721  |

## Верховая езда
22 мая 1988 г.
Местом проведения соревнований стал небольшой стадион у павильона «Коневодство» в одном из живописных уголков ВДНХ УССР.
Спортсменки должны были преодолеть маршрут, состоящий из 13 препятствий высотой от 110 см до 115 см, длина трассы — 600 метров. Норма времени — 1 минута 43 секунды. Из 19 стартовавших спортсменок меньше 950 очков получили только 6 пятиборок. Из лидеров только Жанна Горленко не смогла справиться с лошадью, получив всего 784 очка, и выбыла из борьбы за награды чемпионата.
Верховая езда. Итоговые результаты.
| Место | Спортсмен        | Очки |
| ----- | ---------------- | ---- |
| 1.    | С. Добротворская | 1100 |
| 2.    | А. Стригинова    | 1100 |
| 3.    | С. Кваскова      | 1070 |
| 4.    | Е. Болдина       | 1070 |
| 5.    | Т. Доренко       | 1070 |
| 6.    | О. Меркушина     | 1050 |
| 7.    | А. Котельникова  | 1040 |
| 8.    | Т. Литвинова     | 1040 |
| 9.    | Королева         | 1040 |
| 10.   | Трясунова        | 1016 |
| 11.   | И. Тофтул        | 968  |
| 12.   | И. Шухавцова     | 954  |

Результаты после двух видов.
| Место | Спортсмен        | Очки |
| ----- | ---------------- | ---- |
| 1.    | А. Стригинова    | 2193 |
| 2.    | Т. Литвинова     | 2040 |
| 3.    | С. Добротворская | 2038 |
| 4.    | О. Меркушина     | 1833 |
| 5.    | С. Султанова     | 1816 |
| 6.    | А. Котельникова  | 1792 |
| 7.    | С. Кваскова      | 1791 |
| 8.    | Е. Болдина       | 1791 |
| 9.    | Л. Королева      | 1761 |
| 10.   | Т. Доренко       | 1729 |

## Плавание
23 мая 1988 г.
Плавание проходило в 50-метровом бассейне «Динамо». Ожидалось, что Светлана Султанова выиграет этот вид пятиборья, в этом году она уже показывала результат 2 мин. 15 сек., но она проиграла самой себе 6 секунд и заняла второе место с результатом 2.21,7 (1148 очков). А первое место выиграла Алла Стригинова — 2.21,6 (1148 очков), третьей была Екатерина Болдина Москва, Профсоюзы) — 2.23,7 (1140 очков).
После трех дней борьбы определилась группа спортсменок, которые претендовали на медали чемпионата. Как видно из турнирной таблицы первое место занимает Алла Стригинова, опережающая Светлану Добротворскую на 136 очков и Татьяну Литвинову на 234 очка. Так же надо обратить внимание на занимающую 5 место москвичку Екатерину Болдину, которая имеет высокие результаты в беге и при удачной стрельбе может вмешаться в распределение наград чемпионата.
Турнирная таблица после трех видов:
| Место | Спортсмен        | Очки |
| ----- | ---------------- | ---- |
| 1.    | А. Стригинова    | 3342 |
| 2.    | С. Добротворская | 3186 |
| 3.    | Т. Литвинова     | 3108 |
| 4.    | С. Султанова     | 3064 |
| 5.    | Е. Болдина       | 2931 |
| 6.    | О. Меркушина     | 2833 |
| 7.    | С. Кваскова      | 2827 |
| 8.    | А. Котельникова  | 2824 |
| 9.    | Т. Доренко       | 2793 |
| 10.   | И. Шухавцова     | 2759 |

## Стрельба
24 мая 1988 г.
Тир Спортивного клуба армии (открытый).
В стрелковом тире не обошлось и без драматических моментов. Не выдержала накала борьбы лидер соревнований Алла Стригинова, она просто провалилась и показала последний результат — 175 (582 очка). Уже в первой серии Стригинова допустила промах, выбив 35, вторая серия 44 и хотя две следующие серии были по 48, стало ясно, что борьба за звание чемпиона СССР для неё закончилась. Не блистала особой меткостью и Татьяна Литвинова. Уверенно начав стрельбу 50, во второй серии разволновалась и выбила только 45 очков. Затем вновь взяла себя в руки — 48 и 48. В итоге Литвинова вернула себе первую строчку в протоколе. Занимавшие 2 и 4 места С. Добротворская и С. Султанова, тоже не показали хорошей стрельбы. Результат 187 и 185 соответственно.
Екатерина Болдина выбила 192 (956 очков). Перед бегом она занимала 4 место и реально могла рассчитывать на призовое место.
Теперь лишь легкоатлетический кросс назовет победительницу турнира.
Стрельба. Итоговые результаты.
| Место | Спортсмен        | 1 серия | 2 серия | 3 серия | 4 серия | Результат | Очки |
| ----- | ---------------- | ------- | ------- | ------- | ------- | --------- | ---- |
| 1.    | Н. Трясунова     | 50      | 48      | 49      | 49      | 196       | 1044 |
| 2.    | Л. Королева      | 47      | 50      | 47      | 49      | 193       | 978  |
| 3.    | Р. Биккинина     | 47      | 48      | 47      | 50      | 192       | 956  |
| 4.    | Е. Болдина       | 49      | 47      | 49      | 47      | 192       | 956  |
| 5.    | И. Тофтул        | 49      | 49      | 47      | 47      | 192       | 956  |
| 6.    | Т. Литвинова     | 50      | 45      | 48      | 48      | 191       | 934  |
| 7.    | Л. Алешина       | 48      | 49      | 47      | 47      | 191       | 934  |
| 8.    | К. Гордеева      | 46      | 47      | 48      | 49      | 190       | 912  |
| 9.    | Ж. Горленко      | 46      | 49      | 46      | 48      | 189       | 890  |
| 10.   | О. Варфоломеева  | 47      | 48      | 46      | 48      | 189       | 890  |
| 11.   | С. Кваскова      | 46      | 48      | 47      | 47      | 188       | 868  |
| 12.   | С. Добротворская | 47      | 46      | 47      | 47      | 187       | 846  |
| 13.   | И. Шухавцова     | 45      | 49      | 47      | 47      | 186       | 824  |
| 14.   | О. Кунщикова     | 46      | 48      | 48      | 44      | 186       | 824  |
| 15.   | С. Султанова     | 47      | 45      | 44      | 49      | 185       | 802  |
| 16.   | Т. Доренко       | 47      | 45      | 46      | 47      | 185       | 802  |
| 17.   | А. Котельникова  | 45      | 46      | 48      | 45      | 184       | 780  |
| 18.   | О. Меркушина     | 47      | 45      | 47      | 40      | 177       | 626  |
| 19.   | А. Стригинова    | 35      | 44      | 48      | 48      | 175       | 582  |

Турнирная таблица после четырёх видов:
| Место | Спортсмен        | Очки |
| ----- | ---------------- | ---- |
| 1.    | Т. Литвинова     | 4042 |
| 2.    | С. Добротворская | 4020 |
| 3.    | А. Стригинова    | 3923 |
| 4.    | Е. Болдина       | 3887 |
| 5.    | С. Султанова     | 3766 |
| 6.    | Л. Королева      | 3731 |
| 7.    | С. Кавскова      | 3695 |
| 8.    | Р. Биккинина     | 3654 |
| 9.    | Ж. Горленко      | 3634 |
| 10.   | Т. Доренко       | 3595 |

## Бег
25 мая 1988 г.
Трасса легкоатлетического кросса была проложена в парке Голосеевского леса в 25 километрах от Киева. Дистанция 2 км: на первом километре два 30-метровых подъёма, на втором километре равнина с 3 поворотами и 100-метровый небольшой подъём на финише, выражаясь на лыжном сленге — тягунок.
Дорог, очень дорог бег в женском пятиборье — секунда стоит 5 очков. Екатерине Болдиной для победы надо было пробежать на 32 секунды быстрее Татьяны Литвиновой, которая занимала перед бегом первую строчку протокола. И это при том, что Литвинова стартовала последней.
Корреспондент газеты «Советский спорт» Ирина Кочеткова: «Все тренеры и спортсмены стоят у финишного створа и ждут финиша последних четырёх участниц чемпионата, именно они разыграют звание чемпиона СССР. Вот появляется Екатерина Болдина, совсем ещё юная спортсменка из Москвы, она стремительно преодолевает последние 200 метров дистанции и показывает второе время — 6.52. Лучший результат и победа в беге у Жанны Горленко (Гомель, Динамо) — 6.38.
У Болдиной лучшая сумма очков в пятиборье. Пока. Ибо на дистанции ещё Алла Стригинова, Светлана Добротворская и лидер — Татьяна Литвинова. Вот наконец финиширует Стригинова — 7.11. к сожалению этого мало для победы. Доротворская — 7.32, и она не поколебала позицию Болдиной. Мы ждем Литвинову… Она прилагает все силы, но нет, всего 7.25 и проигрыш 33 секунды. До победы не хватило две секунды…»

## Итоги чемпионата
Чемпионат закончился. Несколько слов о призёрах.
- Екатерина Болдина, 19 лет, только только вышла из группы юниоров, в пятиборье пришла из плавания. Не очень удачно пройдя первый вид фехтование лишь 14 место, она не упала духом и продолжила борьбу. Но уверенно выступив в остальных видах: 4 место в верховой езде, 3 место в плавании, 4 место в стрельбе и наконец 2 место в кроссе позволили ей впервые стать чемпионкой СССР по сумме пяти упражнений.
- Литвинова Татьяна, 21 год, учится на втором курсе Государственного ордена Ленина института физической культуры и спорта. Ровно пройдя технические виды (фехтование, верховая езда, стрельба), только в беге в упорной борьбе проиграла Болдиной, в итоге заняла второе место.

Екатерина Болдина и Татьяна Литвинова — воспитанницы олимпийского чемпиона, заслуженного мастера спорта Минеева Виктора Александровича. В 1985 году Виктор Александрович организовал отделение женского пятиборья в ДЮШОР «Спартак» по современному пятиборью и конному спорту на ОУСЦ «Планерная» (Олимпийский учебно-спортивный центр), куда были собраны спортсменки-пловчихи, имеющие беговую подготовку, вместе с ним тренерами работают его ученики Карташов Алексей и Миронов Сергей мастера спорта СССР по современному пятиборью. Следует отметить тот факт, что в Киеве так же проводилось Первенство СССР среди девушек и две ученицы Виктора Минеева завоевали призовые места. Марина Наумова выиграла золотую медаль, а Елена Городкова стала серебряным призёром. Тренерский коллектив спортивной школы ОУСЦ «Планерная» можно поздравить с двойным успехом.
- Третье место и бронзовую медаль чемпионата завоевала москвичка Алла Стрегинова, ей 25 лет, выступает за ЦСКА, тренер П. Поляков. Отлично пройдя четыре вида пятиборья: 1 место фехтование, 2 место верховая езда, 1 место плавание и 3 место в беге, Стригинова полностью провалила стрельбу, заняв последнее место. Именно этот провал не позволил ей стать чемпионкой.

По результатам чемпионата все три призёра: Е. Болдина, Т. Литвинова и А. Стригинова выполнили норматив «Мастер спорта СССР».

## Чемпионат СССР. Женщины. Итоговые результаты
- Личное первенство.

| Дисциплина        | Золото                            | Серебро                           | Бронза                          |
| Личное первенство | Екатерина Болдина · Москва · 5127 | Татьяна Литвинова · Москва · 5117 | Алла Стригинова · Москва · 5068 |

- Итоговая таблица.

| Место | Спортсмен              | Год рождения | Город, спортивный клуб                    | Фехтование | Конкур | Плавание    | Стрельба | Кросс     | Сумма |
| ----- | ---------------------- | ------------ | ----------------------------------------- | ---------- | ------ | ----------- | -------- | --------- | ----- |
| 1.    | Екатерина Болдина      | 1969         | Москва, «Профсоюзы»                       | 721        | 1070   | 2:22.8/1140 | 192/956  | 6.52/1240 | 5127  |
| 2.    | Татьяна Литвинова      | 1967         | Москва, «Профсоюзы»                       | 1000       | 1040   | 2:31.9/1068 | 191/934  | 7.25/1075 | 5117  |
| 3.    | Алла Стригинова        | 1963         | Москва, ЦСКА                              | 1093       | 1100   | 2:21.6/1148 | 175/582  | 7.11/1145 | 5068  |
| 4.    | Светлана Добротворская | 1966         | Латвийская ССР, Рига «Вооруженные Силы»   | 938        | 1100   | 2.23,3/1136 | 187/846  | 7.32/1040 | 5060  |
| 5.    | Жанна Горленко         | 1965         | Белорусская ССР Гомель, «Динамо»          | 876        | 784    | 2.29,7/1084 | 189/890  | 6.38/1310 | 4944  |
| 6.    | Лада Королева          | 1966         | Белорусская ССР Гомель, «Динамо»          | 721        | 1040   | 2.41,2/992  | 193/978  | 7.31/1045 | 4776  |
| 7.    | Роза Биккинина         | 1968         | Киргизская ССР, Фрунзе «Профсоюзы»        | 690        | 1000   | 2.39,4/1008 | 192/956  | 7.16/1120 | 4774  |
| 8.    | Светлана Султанова     | 1967         | Башкирская АССР, Уфа «Профсоюзы»          | 876        | 940    | 2:21.7/1144 | 185/802  | 7.43/985  | 4751  |
| 9.    | Татьяна Доренко        | 1968         | Украинская ССР, Ворошиловград «Профсоюзы» | 659        | 1070   | 2.32,3/1064 | 185/802  | 7.18/1110 | 4705  |
| 10.   | Светлана Кваскова      | 1969         | РСФСР, Ростов-на-Дону «Динамо»            | 721        | 1070   | 2.35,7/1036 | 188/868  | 7.43/985  | 4680  |
| 11.   | Инна Шухавцова         | 1965         | Белорусская ССР Могилев, «Профсоюзы»      | 721        | 1070   | 2.29,7/1084 | 186/824  | 7.27/1065 | 4648  |
| 12.   | Анна Котельникова      | 1967         | Москва «Профсоюзы»                        | 752        | 1040   | 2.36,3/1032 | 184/780  | 7.33/1035 | 4639  |
| 13.   | Ольга Кунщикова        | 1968         | Украинская ССР Киев, «Профсоюзы»          | 680        | 936    | 2.33,6/1052 | 186/824  | 7.13/1135 | 4627  |
| 14.   | Инна Тофтул            | 1968         | Москва, «Профсоюзы»                       | 690        | 968    | 2.40,4/1000 | 192/956  | 7.43/985  | 4599  |
| 15.   | Наталья Трясунова      | 1969         | Украинская ССР, Киев «Профсоюзы»          | 690        | 1016   | 2:43,4/944  | 196/1044 | 8.00/900  | 4594  |
| 16.   | Ольга Меркушина        | 1966         | Москва, Вооруженные Силы                  | 783        | 1050   | 2.40,3/1000 | 177/626  | 7.25/1075 | 4534  |
| 17.   | Ольга Ворфоломеева     | 1968         | Москва, «Профсоюзы»                       | 721        | 800    | 2.35,4/1040 | 189/890  | 7.35/1025 | 4476  |
| 18.   | Королина Гордеева      | 1964         | РСФСР, Ростов-на-Дону «Динамо»            | 711        | 624    | 2.27,8/1100 | 190/912  | 7.30/1050 | 4397  |
| 19.   | Любовь Алешина         | 1966         | Москва, «Вооруженные Силы»                | 721        | 0      | 2.27,6/1100 | 191/934  | 7.36/1020 | 3775  |